# Paul M. Nakasone
Paul Miki Nakasone (né le 19 novembre 1963) est un général quatre étoiles de l'United States Army. Il est actuellement le troisième commandant de l'United States Cyber Command. Il est également l'actuel directeur de la National Security Agency (NSA) et du Central Security Service. Nakasone prend le commandement de la 2e armée et du Cyber Command en octobre 2016, jusqu'à la démobilisation de la Deuxième Armée en mars 2017. En mai 2018, il devient le chef de la NSA, du Central Security Service et de l'United States Cyber Command. En juin 2024, il rejoint le comité directeur d'OpenAI  comme expert en cybersécurité.